# PMNS-матрица
PMNS-матрица (матрица Понтекорво — Маки — Накагавы — Сакаты) — унитарная матрица смешивания нейтрино в физике элементарных частиц, аналогичная CKM-матрице смешивания кварков, получила своё название в честь Б. М. Понтекорво, в 1957 году впервые рассмотревшего смешивание нейтрино, и З. Маки, М. Накагавы и С. Сакаты, сделавших это в 1962 году.
Эта матрица содержит в себе информацию, насколько отличаются собственные квантовые состояния нейтрино относительно лагранжианов свободного распространения (см. лагранжиан Дирака) и слабого взаимодействия. Недиагональные матричные элементы описывают осцилляции нейтрино, то есть переходы между разными состояниями.

## Матрица
Для трёх поколений лептонов матрица записывается в следующем виде:
{\displaystyle {\begin{bmatrix}{\nu _{e}}\\{\nu _{\mu }}\\{\nu _{\tau }}\end{bmatrix}}={\begin{bmatrix}U_{e1}&U_{e2}&U_{e3}\\U_{\mu 1}&U_{\mu 2}&U_{\mu 3}\\U_{\tau 1}&U_{\tau 2}&U_{\tau 3}\end{bmatrix}}{\begin{bmatrix}\nu _{1}\\\nu _{2}\\\nu _{3}\end{bmatrix}}\ ,}
где слева приведены поля нейтрино, участвующие в слабом взаимодействии, а справа — PMNS-матрица, умноженная на вектор полей нейтрино после диагонализации массовой матрицы нейтрино. PMNS-матрица содержит амплитуду вероятности перехода данного аромата α в массовое собственное состояние i. Эти вероятности пропорциональны |Uαi|².
Как правило, используется следующая параметризация матрицы:
{\displaystyle {\begin{aligned}U&={\begin{bmatrix}1&0&0\\0&c_{23}&s_{23}\\0&-s_{23}&c_{23}\end{bmatrix}}{\begin{bmatrix}c_{13}&0&s_{13}e^{-i\delta }\\0&1&0\\-s_{13}e^{i\delta }&0&c_{13}\end{bmatrix}}{\begin{bmatrix}c_{12}&s_{12}&0\\-s_{12}&c_{12}&0\\0&0&1\end{bmatrix}}{\begin{bmatrix}e^{i\alpha _{1}/2}&0&0\\0&e^{i\alpha _{2}/2}&0\\0&0&1\end{bmatrix}}\\&={\begin{bmatrix}c_{12}c_{13}&s_{12}c_{13}&s_{13}e^{-i\delta }\\-s_{12}c_{23}-c_{12}s_{23}s_{13}e^{i\delta }&c_{12}c_{23}-s_{12}s_{23}s_{13}e^{i\delta }&s_{23}c_{13}\\s_{12}s_{23}-c_{12}c_{23}s_{13}e^{i\delta }&-c_{12}s_{23}-s_{12}c_{23}s_{13}e^{i\delta }&c_{23}c_{13}\end{bmatrix}}{\begin{bmatrix}e^{i\alpha _{1}/2}&0&0\\0&e^{i\alpha _{2}/2}&0\\0&0&1\end{bmatrix}},\\\end{aligned}}}
где cij = cos θij и sij = sin θij. Три угла смешивания θ12, θ13 и θ23 лежат в диапазоне от 0 до π/2 и описывают смешивание между тремя массовыми компонентами нейтрино.
Из-за трудностей детектирования нейтрино определение значения коэффициентов значительно сложнее, чем аналогичной матрицы смешивания кварков (CKM-матрица). В 2012 году сообщались следующие значения коэффициентов:
{\displaystyle \sin ^{2}(2\theta _{12})=0.857\pm 0.024}
{\displaystyle \sin ^{2}(2\theta _{23})>0.95} в доверительном интервале 90 %
{\displaystyle \sin ^{2}(2\theta _{13})=0.098\pm 0.013}

## CP-нарушающие фазы
Множитель δ — так называемая СР-нарушающая фаза Дирака, она вводится в рассмотрение в случае, если нейтрино являются дираковскими частицами. Если δ отлична от 0 или π, смешивание нейтрино будет происходить с нарушением СР-инвариантности. Таким образом, введение δ отражает один из возможных механизмов СР-нарушения в лептонном секторе. В общем случае смешивания между n активными и n массовыми состояниями нейтрино, матрица смешивания (размера n X n) будет содержать (n-1)(n-2)/2 независимых дираковских фаз.
Множители αi — это СР-нарушающие фазы Майораны, они вводятся в рассмотрение в случае, если нейтрино являются майорановскими частицами. Майорановские фазы сохраняют СР-чётность, если αi=π qi, qi=0,1,2. В этом случае уравнение {\displaystyle e^{i(\alpha _{j}-\alpha _{k})}} = ±1 имеет простой физический смысл: это относительная СР-чётность майорановских нейтрино {\displaystyle \nu _{j}} и {\displaystyle \nu _{k}}. В общем случае смешивания между n активными и n массовыми состояниями нейтрино имеется n-1 независимых майорановских фаз. Майорановские фазы могут быть обнаружены, например, при изучении скорости двойного безнейтринного бета-распада, который может происходить с участием майорановских нейтрино. В настоящее время неизвестно, являются ли нейтрино истинно дираковскими, истинно майорановскими или суперпозицией дираковских и майорановских состояний.

## Другие параметризации
Наряду со стандартной 3-ароматовой схемой смешивания изучаются также другие варианты, например, схемы с добавлением одного или более стерильного нейтрино. Вместо PMNS-матрицы будем иметь в этом случае унитарную 4×4 матрицу смешивания, которая может быть параметризована как произведение 6 матриц поворота (6 эйлеровских углов) и (в общем случае) 3 дираковских и 5 майорановских фаз.
Существуют также другие параметризации этой матрицы.